# Pretty Cure
Серія Pretty Cure (яп. プリキュアシリーズ, Пурік'юа Сірі:дзу, тж. PreCure, літер. «Хороші ліки») — проект студії Toei Animation, в рамках якого було створено кілька аніме у жанрі «махо-сьодзьо». Перший серіал, Futari wa Pretty Cure, транслювався на японському телебаченні з 2004 року, за ним послідували сіквели і побічні серії, найновішою з яких стала Hirogaru Sky! Pretty Cure. Кожна частина «Pretty Cure» має власний сюжет і персонажів. Всі вони були зняті режисером Ідзумі Тодо — псевдонім колективу аніматорів студії Toei Animation, який також використовувався в роботі над Ojamajo Doremi і деякими іншими аніме.

## Елементи
Pretty Cure або PreCure («Гарні ліки», «Прекрасні Цілительки») дівчата, які перетворюються для того, щоб захищати Землю. Незважаючи на своє походження, майже кожного сезону іменуються «Легендарними Воїнами». Більшість здатна трансформуватися окремо, але іноді, частіше у перших серіалах, відбувається перетворення пар. Усі войовниці прямо використовують бойові техніки та удари, щоб атакувати чи послаблювати ворогів.

## Серіали
В даний час створено дев'ятнадцять сезонів із даної аніме-серії, два з яких є прямими продовженнями попередньої історії. В іншому — кожен новий сезон має свою власну історію, персонажів та мотиви. Зараз у виробництві 20-й сезон.

## Список воїнок Pretty Cure
| Сезон                           | Ім'я після перетворення           | Ім'я до перетворення                                  | Сейю             | Перша поява       | Колірна тема                                    | Предмет для перетворення                  | Сила                        |
| ------------------------------- | --------------------------------- | ----------------------------------------------------- | ---------------- | ----------------- | ----------------------------------------------- | ----------------------------------------- | --------------------------- |
| Futari wa Pretty Cure Max Heart | Кюа Блек (Cure Black)             | Нагіса Місумі                                         | Еко Хонна        | Сезон 1, 1 серія  | Чорний та Рожевий                               | Чарівні телефон та карти Сердечна карта   | Світло                      |
| Futari wa Pretty Cure Max Heart | Кюа Вайт (Cure White)             | Хонока Юкісіро                                        | Юкана Ногамі     | Сезон 1, 1 серія  | Білий та Блакитний                              | Чарівні телефон та карти Сердечна карта   | Світло                      |
| Futari wa Pretty Cure Max Heart | Шайні Люмінос (Shiny Luminous)    | Хікарі Кудзе                                          | Ріє Танака       | Сезон 2, 5 серія  | Жовтий та Рожевий                               | Сенсорний Комунікатор Чудовий Комунікатор | Світло                      |
| Splash★Star                     | Кюа Блум (Cure Bloom)             | Сакі Хюга                                             | Оріє Кімото      | 1 серія           | Жовтий та Рожевий                               | Комунікатор Змішання                      | Квіти                       |
| Splash★Star                     | Кюа Брайт (Cure Bright)           | Сакі Хюга                                             | Оріє Кімото      | 30 серія          | Жовтий і Зелений                                | Кришталевий комунікатор                   | Місяць                      |
| Splash★Star                     | Кюа Ігрет (Cure Egret)            | Май Місе                                              | Ацуко Еномото    | 1 серія           | Білий і Бузковий                                | Комунікатор Змішання                      | Небо                        |
| Splash★Star                     | Кюа Вінді (Cure Windy)            | Май Місе                                              | Ацуко Еномото    | 30 серія          | Блідо-блакитний та Блідо-рожевий                | Кришталевий комунікатор                   | Вітер                       |
| Yes! PreCure 5 GoGo!            | Кюа Дрім (Cure Dream)             | Нодзомі Юмехара                                       | Юко Сампей       | 1 серія           | Рожевий                                         | Браслет, що ловить Пінки CuReMo           | Мрія та надія               |
| Yes! PreCure 5 GoGo!            | Кюа Руж (Cure Rouge)              | Рін Нацукі                                            | Дзюнко Такеуті   | 2 серія           | Червоний                                        | Браслет, що ловить Пінки CuReMo           | Вогонь та пристрасть        |
| Yes! PreCure 5 GoGo!            | Кюа Лімонейд (Cure Lemonade)      | Урара Касугано                                        | Марія Ісе        | 3 серія           | Жовтий                                          | Браслет, що ловить Пінки CuReMo           | Лимон та бадьорість         |
| Yes! PreCure 5 GoGo!            | Кюа Мінт (Cure Mint)              | Коматі Акімото                                        | Ай Нагано        | 4 серія           | Зелений                                         | Браслет, що ловить Пінки CuReMo           | Земля та спокій             |
| Yes! PreCure 5 GoGo!            | Кюа Аква (Cure Aqua)              | Карен Мінацукі                                        | Ай Маеда         | 6 серія           | Синій                                           | Браслет, що ловить Пінки CuReMo           | Вода та мудрість            |
| Yes! PreCure 5 GoGo!            | Мілки Роуз (Milky Rose)           | Курумі Міміно (Мілк)                                  | Ері Сендай       | Сезон 2, 10 серія | Фіолетовий                                      | Молочна Палетка                           | Синя троянда та таємничість |
| Fresh Pretty Cure!              | Кюа Піч (Cure Peach)              | Лав Момодзоно                                         | Канае Окі        | 1 серія           | Рожевий                                         | Лінкрун                                   | Кохання                     |
| Fresh Pretty Cure!              | Кюа Беррі (Cure Berry)            | Мікі Аоно                                             | Ері Кітамура     | 1/2 серії         | Блакитний                                       | Лінкрун                                   | Надія                       |
| Fresh Pretty Cure!              | Кюа Пайн (Cure Pine)              | Інорі Ямабукі                                         | Акіко Накагава   | 1/3 серії         | Жовтий                                          | Лінкрун                                   | Віра                        |
| Fresh Pretty Cure!              | Кюа Пешн (Cure Passion)           | Сецуна Хігасі (Іс)                                    | Юка Комацу       | 1/23 серії        | Червоний                                        | Лінкрун                                   | Пристрасть                  |
| HeartCatch PreCure!             | Кюа Блоссом (Cure Blossom)        | Цубомі Ханасакі                                       | Нана Мідзукі     | 1 серія           | Пурпурний                                       | Парфуми серця                             | Земля                       |
| HeartCatch PreCure!             | Кюа Марін (Cure Marine)           | Еріка Курумі                                          | Фуміє Мідзусава  | 1/3 серії         | Аквамарин                                       | Парфуми серця                             | Море                        |
| HeartCatch PreCure!             | Кюа Саншайн (Cure Sunshine)       | Іцукі Медоін                                          | Хоко Кувасіма    | 3/23 серії        | Жовтий та Золотий                               | Сонячний парфум                           | Сонце                       |
| HeartCatch PreCure!             | Кюа Мунлайт (Cure Moonlight)      | Юрі Цукікаге                                          | Ая Хісакава      | 1/33 серії        | Фіолетовий та Срібний                           | Парфуми серця Горшечок сердець            | Місяць                      |
| Suite PreCure♪                  | Кюа Мелоді («Cure Melody»)        | Хібікі Ходзе                                          | Амі Косімідзу    | 1 серія           | Рожевий та Білий                                | Кюа Модуль                                | Музика                      |
| Suite PreCure♪                  | Кюа Рітм (Cure Rhythm)            | Канаді Мінаміно                                       | Фуміко Орікаса   | 1 серія           | Білий та Рожевий                                | Кюа Модуль                                | Музика                      |
| Suite PreCure♪                  | Кюа Біт (Cure Beat)               | Ерен Курокава (Сірена)                                | Мегумі Тоєгуті   | 1/21 серії        | Блакитний                                       | Кюа Модуль                                | Музика                      |
| Suite PreCure♪                  | Кюа Мьюз (Cure Muse)              | Ако Сірабе                                            | Румі Юкібо       | 6/35 серії        | Жовтий                                          | Кюа Модуль                                | Музика                      |
| Smile PreCure!                  | Кюа Хеппі (Cure Happy)            | Міюкі Хосідзора                                       | Місато Фукуен    | 1 серія           | Рожевий                                         | Пакт усмішок                              | Священне світло             |
| Smile PreCure!                  | Кюа Санні (Cure Sunny)            | Акане Хіно                                            | Асамі Тано       | 1/2 серії         | Помаранчевий                                    | Пакт усмішок                              | Сонячний вогонь             |
| Smile PreCure!                  | Кюа Піс (Cure Peace)              | Яєй Кісе                                              | Хісако Канемото  | 1/3 серії         | Жовтий                                          | Пакт усмішок                              | Мирна блискавка             |
| Smile PreCure!                  | Кюа Марч (Cure March)             | Нао Мідорікава                                        | Марина Іноуе     | 1/4 серії         | Зелений                                         | Пакт усмішок                              | Березневий вітер            |
| Smile PreCure!                  | Кюа Бьюті (Cure Beauty)           | Рейка Аокі                                            | Тінамі Нісімура  | 1/5 серії         | Блакитний                                       | Пакт усмішок                              | Чудовий лід                 |
| Doki Doki! PreCure              | Кюа Харт (Cure Heart)             | Мана Айда                                             | Хітомі Набатаме  | 1 серія           | Рожевий                                         | Прекрасний Комунікатор                    | Кохання                     |
| Doki Doki! PreCure              | Кюа Даймонд («Cure Diamond»)      | Ріка Хісікава                                         | Мінако Котобукі  | 1/3 серії         | Блакитний та Білий                              | Прекрасний Комунікатор                    | Мудрість                    |
| Doki Doki! PreCure              | Кюа Розетта (Cure Rosetta)        | Аліса Йоцуба                                          | Май Футігамі     | 1/4 серії         | Жовтий та Зелений                               | Прекрасний Комунікатор                    | Тепло                       |
| Doki Doki! PreCure              | Кюа Сорд (Cure Sword)             | Макото Кендзакі                                       | Канако Міямото   | 1 серія           | Мужність                                        | Прекрасний Комунікатор                    |                             |
| Doki Doki! PreCure              | Кюа Ейс (Cure Ace)                | Агурі Мадока                                          | Ріє Кугумія      | 22/23 серії       | Білий та Червоний                               | Любовна палетка                           | Кохання                     |
| Happiness Charge PreCure!       | Кюа Лавлі (Cure Lovely)           | Мегумі Айно                                           | Мегумі Накадзіма | 1 серія           | Рожевий/Червоний/Жовтий/Білий                   | Миле Дзеркало Змін                        | Кохання та щастя            |
| Happiness Charge PreCure!       | Кюа Принцес («Cure Princess»)     | Хіме Сіраюкі/Хімельда Віндоу Кюа Куїнн оф зе Блю Скай | Мегумі Хан       | 1 серія           | Блакитний/Індиго/Зелений                        | Миле Дзеркало Змін                        | Краса та мужність           |
| Happiness Charge PreCure!       | Кюа Хані (Cure Honey)             | Юко Оморі                                             | Ріна Кітагава    | 1/9 серії         | Жовтий/Синій/Помаранчевий                       | Миле Дзеркало Змін                        | Успіх і життя               |
| Happiness Charge PreCure!       | Кюа Форчун (Cure Fortune)         | Іона Хікава                                           | Харука Томацу    | 1/22 серії        | Фіолетовий/Бірюзовий/Блідо-блакитний та Рожевий | Піаніно Удачі                             | Зірки та удача              |
| Go! Princess PreCure            | Кюа Флора (Cure Flora)            | Харука Харуно                                         | Ю Сімамура       | 1 серія           | Рожевий                                         | Парфуми Принцеси                          | Квіти                       |
| Go! Princess PreCure            | Кюа Мермейд (Cure Mermaid)        | Мінами Кайдо                                          | Масумі Асано     | 1/2 серії         | Синій                                           | Парфуми Принцеси                          | Море                        |
| Go! Princess PreCure            | Кюа Твінкл (Cure Twinkle)         | Кірара Аманогава                                      | Хібіку Ямамура   | 1/4 серії         | Жовтий                                          | Парфуми Принцеси                          | Зірки                       |
| Go! Princess PreCure            | Кюа Скарлет (Cure Scarlet)        | Акагі Това/Принцеса Хоуп Ділайт Това (Твайлайт)       | Міюкі Савасіро   | 13/22 серії       | Червоний/Чорний                                 | Парфуми Принцеси                          | Вогонь                      |
| Maho Tsukai PreCure!            | Кюа Міракл (Cure Miracle)         | Мірай Асахіна                                         | Ріє Такахасі     | 1 серія           | Рожевий/Червоний/Синій/Жовтий                   | Лінкл Стоун                               | Чари                        |
| Maho Tsukai PreCure!            | Кюа Маджікал (Cure Magical)       | Ріко Ідзаєй                                           | Юї Хоріє         | 1 серія           | Фіолетовий/Червоний/Синій/Жовтий                | Лінкл Стоун                               | Магія                       |
| Maho Tsukai PreCure!            | Кюа Феліс (Cure Felice)           | Котоха Ханамі (Ха-тян)                                | Саорі Хаями      | 4/22 серії        | Зелений та Рожевий                              | Лінкл Див артхон                          | Щастя                       |
| KiraKira☆PreCure A La Mode      | Кюа Віп (Cure Whip)               | Ітика Усамі                                           | Карен Міяма      | 1 серія           | Рожевий                                         | Пакт Солодощів                            | Енергійність та посмішки    |
| KiraKira☆PreCure A La Mode      | Кюа Кастард (Cure Custard)        | Хімарі Арісугава                                      | Харука Фукухара  | 1/2 серії         | Жовтий                                          | Пакт Солодощів                            | Мудрість та сміливість      |
| KiraKira☆PreCure A La Mode      | Кюа Джелато (Cure Gelato)         | Аой Татегамі                                          | Томо Муранака    | 1/3 серії         | Синій                                           | Пакт Солодощів                            | Свобода та пристрасть       |
| KiraKira☆PreCure A La Mode      | Кюа Макарун (Cure Macaron)        | Юкарі Котодзуме                                       | Сакі Фудзіта     | 1/5 серії         | Фіолетовий                                      | Пакт Солодощів                            | Краса та азарт              |
| KiraKira☆PreCure A La Mode      | Кюа Шокола (Cure Chocolat)        | Акіра Кендо                                           | Морі Нанако      | 1/6 серії         | Червоний                                        | Пакт Солодощів                            | Сила та кохання             |
| KiraKira☆PreCure A La Mode      | Кюа Парфе (Cure Parfait)          | Сіель Кірахосі (Кірарін)                              | Інорі Мінасе     | 18/23 серії       | Райдужний та Бірюзовий                          | Пакт Солодощів                            | Мрії та надії               |
| HUGtto! PreCure                 | Кюа Йелл (Cure Yell)              | Хана Ноно                                             | Ріє Хікісака     | 1 серія           | Рожевий                                         | Миле Серце                                | Квіти та бадьорість         |
| HUGtto! PreCure                 | Кюа Анж (Cure Ange)               | Сайя Якусідзі                                         | Ріна Хоньїдзумі  | 1/2 серії         | Синій та Білий                                  | Миле Серце                                | Зцілення та мудрість        |
| HUGtto! PreCure                 | Кюа Етуаль (Cure Etoile)          | Хомаре Кагаякі                                        | Юй Огура         | 1/5 серії         | Жовтий                                          | Миле Серце                                | Зірки та сила               |
| HUGtto! PreCure                 | Кюа Машері (Cure Macherie)        | Еміру Айсакі                                          | Нао Тамура       | 9/20 серії        | Червоний                                        | Миле Серце                                | Пристрасть та кохання       |
| HUGtto! PreCure                 | Кюа Амур (Cure Amour)             | Руру Амур (RUR-9500)                                  | Юкарі Тамуру     | 3/20 серії        | Фіолетовий                                      | Миле Серце                                | Романтика та кохання        |
| Star☆Twinkle PreCure            | Кюа Стар (Cure Star)              | Хікару Хосіна                                         | Еімі Нарусі      | 1 серія           | Рожевий                                         | Кулон Зоряних Відтінків                   | Зірки                       |
| Star☆Twinkle PreCure            | Кюа Мілки (Cure Milky)            | Лала Хагоромо                                         | Кономі Кохара    | 1/2 серії         | Зелений                                         | Кулон Зоряних Відтінків                   | Чумацький шлях              |
| Star☆Twinkle PreCure            | Кюа Солейл (Cure Soleil)          | Олена Амамія                                          | Кієно Ясуно      | 1/4 серії         | Жовтий                                          | Кулон Зоряних Відтінків                   | Сонце                       |
| Star☆Twinkle PreCure            | Кюа Селені (Cure Selene)          | Мадока Кагуя                                          | Мікако Комацу    | 1/5 серії         | Фіолетовий                                      | Кулон Зоряних Відтінків                   | Місяць                      |
| Star☆Twinkle PreCure            | Кюа Космо (Cure Cosmo)            | Юні (Мао, Синя Кішка)                                 | Суміре Уесака    | 15/20 серії       | Синій та Райдужний                              | Кулон Зоряних Відтінків                   | Космос                      |
| Healin' Good♥PreCure            | Кюа Грейс (Cure Grace)            | Нодока Ханадера                                       | Аой Юкі          | 1 серія           | Рожевий                                         | Лікувальна Паличка та Пляшечка Елементів  | Квіти                       |
| Healin' Good♥PreCure            | Кюа Фонтейн (Cure Fontaine)       | Тію Саваїдзумі                                        | Нацу Йоріта      | 1/3 серії         | Синій                                           | Лікувальна Паличка та Пляшечка Елементів  | Вода                        |
| Healin' Good♥PreCure            | Кюа Спаркл (Cure Sparkle)         | Хіната Хіраміцу                                       | Хієрі Коно       | 1/4 серії         | Жовтий                                          | Лікувальна Паличка та Пляшечка Елементів  | Світло                      |
| Healin' Good♥PreCure            | Кюа Ерф (Cure Earth)              | Асумі Фурін                                           | Судзуко Міморі   | 19/20 серії       | Фіолетовий                                      | Пляшечка Елементів                        | Вітер                       |
| Tropical-Rouge! PreCure         | Кюа Саммер (Cure Summer)          | Манацу Нацумі                                         | Ай Файруз        | 1 серія           | Білий, Райдужний та Рожевий                     | Тропічний Пакт                            | Літо                        |
| Tropical-Rouge! PreCure         | Кюа Корал (Cure Coral)            | Санго Судзумору                                       | Юмірі Ханаморі   | 1/3 серії         | Фіолетовий                                      | Тропічний Пакт                            | Корали                      |
| Tropical-Rouge! PreCure         | Кюа Папайя (Cure Papaya)          | Мінорі Ітіносе                                        | Юі Ісікава       | 4 серія           | Жовтий                                          | Тропічний Пакт                            | Фрукти                      |
| Tropical-Rouge! PreCure         | Кюа Фламінго (Cure Flamingo)      | Асука Такідзава                                       | Асамі Сето       | 5 серія           | Червоний                                        | Тропічний Пакт                            | Фламінго                    |
| Tropical-Rouge! PreCure         | Кюа Ла Мер (Cure La Mer)          | Лаура Аполлодорос Хаджінус Ла Мер (Лаура)             | Ріна Хідека      | 1/17 серії        | Блакитний та Рожевий                            | Пакт Русалки                              | Океан                       |
| Delicious Party♡PreCure         | Кюа Прешс (Cure Precious)         | Юї Нагомі                                             | Хана Хісікава    | 1 серія           | Рожевий                                         | Наручний годинник Heart Cure              | Онігірі та сила             |
| Delicious Party♡PreCure         | Кюа Спайсі (Cure Spicy)           | Коконе Фува                                           | Ріса Шімідзу     | 1/4 серії         | Блакитний                                       | Наручний годинник Heart Cure              | Сендвіч та вишуканість      |
| Delicious Party♡PreCure         | Кюа Ям-Ям (Cure Yum-Yum)          | Ран Ханаміті                                          | Юка Ігуті        | 1/7 серії         | Жовтий та Помаранчевий                          | Наручний годинник Heart Cure              | Рамен та енергія            |
| Delicious Party♡PreCure         | Кюа Фінале (Cure Finale)          | Амане Касаї                                           | Каяно Аі         | 1/4 серії         | Золотий та Фіолетовий                           | Кулон фруктовий                           | Парфі та ніжність           |
| Hirogaru Sky! Pretty Cure       | Кюа Скай (Cure Sky)               | Сміття Хареватару                                     | Акіра Секіне     | 1 серія           | Блакитний                                       | Небесний Міраж/Ручка Міраж                | Небо                        |
| Hirogaru Sky! Pretty Cure       | Кюа Призм (Cure Prism)            | Нідзігаока Масіро                                     | Аі Какума        | 1/4 серії         | Білий та Рожевий                                | Небесний Міраж/Ручка Міраж                | Світло                      |
| Hirogaru Sky! Pretty Cure       | Кюа Вінг (Cure Wing)              | Цубаса Юнаги                                          | Аюму Мурасе      | 2/8/9 серії       | Помаранчевий                                    | Небесний Міраж/Ручка Міраж                | Птахи                       |
| Hirogaru Sky! Pretty Cure       | Кюа Баттерфлай («Cure Butterfly») | Агеха Хідзірі                                         | Аяка Нанасі      | 4/18 серії        | Рожевий                                         | Небесний Міраж/Ручка Міраж                | Метелики                    |
| Hirogaru Sky! Pretty Cure       | Кюа Маджесті («Cure Majesty»)     | Принцеса Еллі (Еллі-тян)                              | Аой Кога         | 1/31/32 серії     | Фіолетовий                                      | Небесний Міраж/Ручка Міраж                | Містика                     |
| Wonderful! Pretty Cure          | Кюа Вондерфул (Cure Wonderful)    | Комуги Інукай (Комуги)                                | Марія Наганава   | 1 серія           | Рожевий                                         | Чудовий Пакт                              | Собаки                      |
| Wonderful! Pretty Cure          | Кюа Френдлі (Cure Friendly)       | Іроха Інукай                                          | Ацумі Танезак    | 2 серія           | Фіолетовий                                      | Чудовий Пакт                              | —                           |
| Wonderful! Pretty Cure          | Кюа Няммі (Cure Nyammy)           |                                                       | Satsumi Matsuda  | 12 серія          |                                                 | Чудовий Пакт                              |                             |
| Wonderful! Pretty Cure          | Кюа Ліліан (Cure Lillian)         |                                                       | Reina Ueda       | 19 серія          |                                                 | Чудовий Пакт                              |                             |

1. ↑  Splash★Star єдиний сезон, в якому войовниці здатні перемикатися під час бою на іншу силу, наприклад, в ' 'All Stars фільмах.
2. ↑  Сестри Кірюї перетворюються на Pretty Cure завдяки Мупу та Фупу, проте офіційно вони не визнані воїнками, що входять до основної команди PreCure. Першою офіційною войовницею, що вийшла зі стану ворога, вважається Іс (Кюа Пешн).
3. ↑  У повнометражному мультфільмі цього сезону є лиходії у вигляді клонів головних героїнь, які були знищені войовницями. Темні двійники є також і в HeartCatch PreCure!, але у творах All Stars жоден з них не з'являється.
4. ↑  Шайні Люмінос та Мілки Роуз є воїнками, які не називаються Pretty Cure, але все ж таки офіційно входять до спільної команди.
5. ↑  У Heartcatch PreCure!, розповідаючи про історію Дерева Сердець, йдеться про Кюа Ендж. Але формально вона не є частиною спільної команди